# Liste der litauischen Meister im Fernschach
Die Liste der litauischen Meister im Fernschach führt alle Schachspieler auf, die eine litauische Meisterschaft im Fernschach gewinnen konnten. 

## Geschichte
An der 1. Meisterschaft (von 1960 bis 1962) nahmen nur 8 Spieler teil. Der erste, zweite und dritte Meister wurde Anicetas Uogelė. Heute wird die litauische Meisterschaft im Fernschach vom nationalen Fernschachverband Lietuvos korespondencinių šachmatų federacija organisiert. Die letzte 33. Meisterschaft begann am 20. Dezember 2015.

## Litauischer Fernschachmeister
|     | Spielzeit     | Meister                                       |
| --- | ------------- | --------------------------------------------- |
| 1.  | 1960 bis 1962 | Anicetas Uogelė (Šiauliai)                    |
| 2.  | 1962 bis 1964 | Anicetas Uogelė (Šiauliai)                    |
| 3.  | 1964 bis 1966 | Anicetas Uogelė (Šiauliai)                    |
| 4.  | 1966 bis 1967 | M. Jefimovas (Klaipėda)                       |
| 5.  | 1968 bis 1970 | I. Chrenovas (Vilnius)                        |
| 6.  | 1970 bis 1972 | Juozas Bytautas (Šiauliai)                    |
| 7.  | 1972 bis 1974 | Gediminas Rastenis (Vilnius)                  |
| 8.  | 1975 bis 1976 | E. Zacharovas (Vilnius)                       |
| 9.  | 1977 bis 1978 | Gintautas Petraitis (Klaipėda)                |
| 10. | 1978 bis 1981 | Vytautas Zigmas Vaitonis (Klaipėda)           |
| 11. | 1980 bis 1982 | Arūnas Ščiupokas (Šiauliai)                   |
| 12. | 1983 bis 1986 | Airidas Rutkauskas (Elektrėnai)               |
| 13. | 1986 bis 1987 | Algimantas Kaminskas (Pasvalys)               |
| 14. | 1988 bis 1989 | A. Katilevičius (Kaunas)                      |
| 15. | 1990 bis 1992 | Povilas Pakėnas (Biržai)                      |
| 16. | 1993 bis 1994 | Vytautas Zigmas Vaitonis (Klaipėda)           |
| 17. | 1995 bis 1997 | Jonas Lukšas (Vilnius)                        |
| 18. | 1996 bis 1998 | Vytautas Andriulaitis (Jonava)                |
| 19. | 1997 bis 1999 | Vytautas Andriulaitis (Jonava)                |
| 20. | 1999 bis 2000 | Gintautas Petraitis (Kaunas)                  |
| 21. | 2000 bis 2001 | Kristijonas Kameneckas (Elektrėnai)           |
| 22. | 2000 bis 2002 | Algirdas Rauduvė (Kaunas)                     |
| 23. | 2002 bis 2004 | Rimantas Rupšys (Kaunas)                      |
| 24. | 2004 bis 2005 | Povilas Pakėnas (Biržai)                      |
| 25. | 2005 bis 2007 | Žilvinas Lapėginas (Klaipėda)                 |
| 26. | 2007 bis 2010 | Žilvinas Lapėginas (Klaipėda)                 |
| 27. | 2009 bis 2011 | Virginijus Braziulis (Rajongemeinde Joniškis) |
| 28. | 2010 bis 2012 | Kęstutis Šilauskas (1. Liga)                  |
| 28. | 2010 bis 2012 | Vytautas Sutkus (Höchste Liga)                |
| 29. | 2011 bis 2014 | Aleksandr Korabliov (Rajongemeinde Vilnius)   |
| 30. | 2012 bis 2014 | Dmitrijus Chocenka (Vilnius)                  |
| 31. | 2013 bis 2015 | Saulius Voveris (Širvintos)                   |
| 32. | 2014 bis 2016 | Saulius Voveris                               |
| 33. | 2015 bis 2017 | Saulius Voveris                               |
| 34. | 2016 bis 2018 | -                                             |
| 35. | 2017 bis 2019 | -                                             |